# Leonard Penn
Pour les articles homonymes, voir Penn.
Leonard Penn, né le 13 novembre 1907 à Springfield (Massachusetts) et mort le 20 mai 1975 à Los Angeles (Californie), est un acteur américain.

## Biographie
Léonard Penn débute au théâtre et joue entre autres à Broadway (New York) dans six pièces, la première étant Between Two Worlds d'Elmer Rice (1934, avec Joseph Schildkraut et Josephine Dunn) ; la quatrième est Les Sentiers de la gloire, adaptation par Sidney Howard du roman éponyme d'Humphrey Cobb (1935, avec Edgar Barrier et George Tobias). Il interprète sa dernière pièce à Broadway en 1941.
Au cinéma, il contribue à quatre-vingt-quatre films américains (dont des westerns), les cinq premiers sortis en 1937. Suivent notamment Marie-Antoinette de W. S. Van Dyke (avec Norma Shearer dans le rôle-titre), les serials Batman et Robin (1949, avec Robert Lowery interprétant Batman) et Mysterious Island (1951, où il est le capitaine Nemo), tous deux réalisés par Spencer Gordon Bennet, ainsi que Fort Alger de Lesley Selander (1953, avec Yvonne De Carlo et Carlos Thompson). Son dernier film est Spartacus de Stanley Kubrick (1960, avec Kirk Douglas dans le rôle-titre) qui tourne trois ans avant une adaptation du roman précité Les Sentiers de la gloire, sortie en 1957 sous le même titre. 
À la télévision américaine, il apparaît dans trente séries (notamment de western) de 1949 à 1958, dont Cisco Kid (sept épisodes, 1951-1955) et Les Aventuriers du Far West (sept épisodes, 1953-1958).
De 1935 à 1944 (divorce), il est marié à l'actrice Gladys George qui personnifie Madame du Barry dans le film Marie-Antoinette (1938) précité et aux côtés de laquelle il joue à Broadway en 1940, dans Lady in Waiting de Margery Sharp.
Leonard Penn meurt en 1975, à 67 ans.

## Théâtre à Broadway (intégrale)
- 1934 : Between Two Worlds de (et mise en scène par) Elmer Rice : Henri Deschamps
- 1934-1935 : Personal Apprearance (en) de Lawrence Riley (en) : Gilbert Gordon
- 1935 : Campo de armiño (Field of Ermine) de Jacinto Benavente, adaptation de John Garrett Underhill (en) : José Maria
- 1935 : Les Sentiers de la gloire (Paths of Glory), adaptation par Sidney Howard du roman éponyme d'Humphrey Cobb : Capitaine Nicholas
- 1940 : Lady in Waiting de Margery Sharp : Fred Genocchio
- 1941 : The Distant City d'Edwin B. Self : Lester Prentiss

## Filmographie partielle

### Cinéma
- 1937 : L'Espionne de Castille (The Firefly) de Robert Z. Leonard : Étienne DuBois
- 1937 : Une femme jalouse (Between Two Women) de George B. Seitz : Tony Woolcott
- 1938 : La Belle Cabaretière (The Girl of the Golden West) de Robert Z. Leonard : Pedro
- 1938 : Frou-frou (The Toy Wife) de Richard Thorpe : Gaston Vincent
- 1938 : Les Enfants du Juge Hardy (Judge Hardy's Children) de George B. Seitz : Steve Prentiss
- 1938 : Le Retour d'Arsène Lupin (Arsène Lupin Returns) de George Fitzmaurice : un journaliste
- 1938 : Man-Proof de Richard Thorpe : Bob
- 1938 : Trois Camarades (Three Comrades) de Frank Borzage : Tony
- 1938 : Marie-Antoinette (Marie Antoinette) de Frank Borzage : Toulan
- 1939 : Mademoiselle et son bébé (Bachelor Mother) de Garson Kanin : Jérôme Weiss
- 1948 : Congo Bill de Spencer Gordon Bennet et Thomas Carr (serial) : André Bocar
- 1948 : Les Trois Mousquetaires (The Three Musketeers) de George Sidney : un mousquetaire
- 1948 : Superman de Spencer Gordon Bennet (serial) : le propriétaire d'un magasin d'électronique / un homme de main
- 1949 : Batman et Robin (New Adventures of Batman and Robin, the Wonder Boy) de Spencer Gordon Bennet (serial) : Carter, le valet de Hammil / le sorcier
- 1951 : Sirocco de Curtis Bernhardt : Rifat
- 1951 : L'Aigle rouge de Bagdad (The Magic Carpet) de Lew Landers : le père du docteur Ramoth
- 1951 : Mysterious Island de Spencer Gordon Bennet (serial) : Capitaine Nemo
- 1952 : Femmes hors-la-loi (Outlaw Women) de Sam Newfield et Ron Ormond (en) : Sam Bass
- 1952 : King of the Congo : Boris
- 1952 : La Revanche d'Ali Baba (Thief of Damascus) de Will Jason (en) : Habayah
- 1953 : Fort Alger (Fort Algiers) de Lesley Selander : Lieutenant Picard
- 1954 : Le Fantôme de la rue Morgue (Phantom of the Rue Morgue) de Roy Del Ruth : le gendarme Dumas
- 1954 : Richard Cœur de Lion (King Richard and the Crusaders) de David Butler : un physicien
- 1954 : Une étoile est née (A Star Is Born) de George Cukor : le réalisateur de la scène du train
- 1954 : L'Aigle solitaire (Drum Beat) de Delmer Daves : Miller
- 1954 : Le Calice d'argent (The Silver Chalice) de Victor Saville : un soldat au banquet
- 1955 : La Main au collet (To Catch a Thief) d'Alfred Hitchcock : un policier monégasque
- 1956 : The Girl He Left Behind de David Butler : Lieutenant-Général B. K. Harrison
- 1960 : Spartacus de Stanley Kubrick : un officier de garnison

### Télévision
(séries)

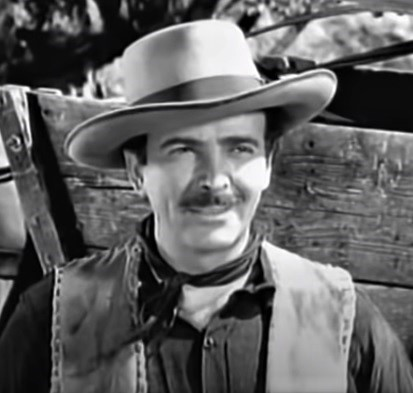
Dans The Lone Ranger,
épisode Le Cheval de guerre (1949)

- 1949 : The Lone Ranger, saison 1, épisode 6 Le Cheval de guerre (War Horse) : Madrigo
- 1951-1955 : Cisco Kid (The Cisco Kid)
  - Saison 2, épisode 16 Carrier Pigeon (1951 : Gary Mason) de Paul Landres et épisode 22 Jewelry Holdup (1952 : S. S. Grant) de Paul Landres
  - Saison 3, épisode 2 The Puppeeteer (1952 : Clyde Barrows) et épisode 9 Canyon City Kid (1952 : Curt Mathers)
  - Saison 5, épisode 5 Harry the Heir (1954 : Jed Proctor) de Lambert Hillyer, épisode 20 Juggler's Silver (1955 : Judd) de Lambert Hillyer et épisode 24 Vendetta (1955 : Warren Sturgis) de Lambert Hillyer
- 1952-1954 : Les Aventures de Superman (Adventures of Superman)
  - Saison 1, épisode 14 Treasure of the Incas (1952) de Thomas Carr : Pedro Mendoza
  - Saison 2, épisode 17 The Boy Who Hated Superman (1954) de George Blair : Fixer
- 1953-1958 : Les Aventuriers du Far West (Death Valley Days)
  - Saison 1, épisode 11 The Lady with the Blue Silk Umbrella (1953) de Stuart E. McGowan : Jonas
  - Saison 2, épisode 1 The Diamond Babe (1953 : Hank Petibone) de Stuart E. McGowan et épisode 3 Solomon in All His Glory (1953 : Henry) de Stuart E. McGowan
  - Saison 3, épisode 2 11,000 Miners Can't Be Wrong (1954) de Stuart E. McGowan : Tom Sweeney
  - Saison 4, épisode 21 Emperor Norton (1954) de Stuart E. McGowan : l'éditeur Thomas King
  - Saison 5, épisode 11 The Trial of Red Haskell (1957) de Stuart E. McGowan : John Wycoff
  - Saison 6, épisode 13 Man on the Run (1958) de Stuart E. McGowan : John Tully
- 1955 : Lassie, saison 2, épisode 11 The Newspaper de Lesley Selander : Travers